# Linda Bergström
Linda Amanda Bergström (Hässelby, 12 januari 1995) is een Zweeds professioneel tafeltennisster. Zij speelt rechtshandig met de shakehandgreep.
Zij nam namens haar land deel aan de Olympische Zomerspelen 2020 maar won daar geen medailles.

## Belangrijkste resultaten
- Brons met het team op de Europese kampioenschappen tafeltennis 2014 in Lissabon.